# Fabrice Du Welz
Fabrice Du Welz (Brussel·les, 21 d’octubre de 1972) és un director i guionista belga.

## Biografia
Després d'haver estat estudiant d'una escola jesuïta, va estudiar interpretació durant dos anys al Conservatori Reial de Lieja, després un any de direcció de teatre a l'Institut Nacional Superior d'Arts Escèniques i Tècniques de Difusió (INSAS) a Brussel·les.
El 1999 va dirigir el curtmetratge Quand on est amoureux c'est merveilleux que va guanyar el gran premi al Festival Internacional de Cinema Fantàstic de Gérardmer.
El 2004, va dirigir el seu primer llargmetratge, Calvaire, amb Laurent Lucas i Jackie Berroyer, seleccionat a la Setmana de la Crítica del Festival de Canes 2005.
El 2007, va filmar Vinyan a Tailàndia amb Emmanuelle Béart i Rufus Sewell a la selecció oficial a la Mostra de Venècia el 2008.
El 2012, va rodar Colt 45, basat en un guió de Fathi Beddiar, amb Gérard Lanvin i JoeyStarr, produït per Thomas Langmann  que finalment no compleix les seves promeses pel que fa al pressupost, obligant el director a eliminar escenes importants que eren massa cares. A més, les dues estrelles, després de forts desacords amb Du Welz, es van negar a tornar al plató mentre ell també hi fos. Per tant, el productor va trucar a Frédéric Forestier (director d' Astèrix als Jocs Olímpics), que treballava habitualment per a ell, per tal de completar la pel·lícula, amb molt retard. Fabrice Du Welz i el guionista decideixen no avalar la pel·lícula que no va sortir fins a agost de 2014.
El setembre de 2013 va rodar Alleluia, una adaptació lliure de la notícia immortalitzada el 1970 per la pel·lícula The Honeymoon Killers, on es retroba amb l'actor Laurent Lucas i que, després de Calvaire, forma la segona part de la seva trilogia de les Ardenes. La pel·lícula va ser seleccionada per a la Quinzena de Cineastes de Canes el 2014.
Al març-abril de 2015, va rodar Message from the King, produït per David Lancaster (Drive, Whiplash, Nightcrawler) i Stephen Cornwell (A Most Wanted Man) a Los Angeles amb Chadwick Boseman, Luke Evans, Teresa Palmer, Alfred Molina i Natalie Martinez. La pel·lícula es presentarà al Festival Internacional de Cinema de Toronto el setembre de 2016. Malgrat un pressupost d'uns 10 milions de dòlars, la pel·lícula va ser un fracàs de taquilla.
El juliol de 2018 va començar a filmar Adoration a Bèlgica. La pel·lícula està portada per Thomas Gioria i Fantine Harduin i tanca la seva trilogia de les Ardenes després de Calvaire i Alleluia. La pel·lícula fou presentada al festival de Locarno a Piazza Grande l'agost de 2019. La pel·lícula rep crítiques diverses i és un fracàs comercial.
El 2022, va estrenar Inexorable amb Benoît Poelvoorde i Mélanie Doutey. Malgrat les crítiques més positives que per a Adoration, la pel·lícula va ser un fracàs a taquilla, amb prou feines superant les 25.000 entrades a les sales.

## Filmografia

### Director i guionista
- 1997 : Folles aventures de Thierry Van Hoost (curtmetratge)
- 1999 : Quand on est amoureux c'est merveilleux (curtmetratge)
- 2004 : Calvaire
- 2008 : Vinyan
- 2014 : Colt 45
- 2014 : Alleluia
- 2017 : Message from the King (només director)
- 2018 : Des cowboys et des indiens : Le Cinéma de Patar et Aubier (documental televisiu)
- 2019 : Adoration
- 2022 : Inexorable
- En preparació : Maldoror[8]

### Actor
- 1998 : L'Instit (sèrie de televisió), episodi Le bouc émissaire
- 1998 : À nous deux la vie (telefilm)

## Distincions
- Ensors 2015 : millor coproducció per Alleluia.